# Ruchome schody (powieść)
Ruchome schody – powieść Zofii Romanowiczowej; wydana w 1995 roku, w Warszawie nakładem Państwowego Instytutu Wydawniczego. Okładkę zaprojektowała Teresa Kawińska.

## Geneza powieści
Powieść powstała po śmierci jednego z najbliższych przyjaciół Zofii Romanowiczowej, pisarza i intelektualisty, Piotra Rawicza, który stał się pierwowzorem postaci Grzegorza. W pośmiertnym wspomnieniu Romanowiczowa pisała o swojej relacji z Rawiczem następująco: „Nikt nie rozumiał Piotra tak, jak ja. Mnie nikt nie rozumiał tak, jak Piotr. Był pierwszym czytelnikiem – i komentatorem – wszystkich moich książek. Oprócz Ruchomych schodów. Te ukazały się już po jego śmierci”.

## O powieści
Rafał Moczkodan w „Nowych Książkach” pisał o Ruchomych schodach, zestawiając je z Trybulacjami Proboszcza P. następująco: „Lektura Trybulacji Proboszcza P. dostarcza wielu przyjemności, choć osoby znające jedną z wcześniejszych książek Romanowiczowej – Ruchome schody – doznają podczas czytania nieco irytującego, literackiego deja vu. Okazuje się bowiem, że w swej najnowszej powieści pisarka sięgnęła po szereg chwytów znanych z tej wcześniejszej. Przede wszystkim oba utwory zostały oparte na podobnym schemacie: dom – dwie postaci szukające porozumienia - trzecia postać przywoływana na różne sposoby. Oba domy są zbudowane w dużej części z kamienia. Narratorka Trybulacji szuka porozumienia ze znacznie starszą osobą, narratorka Ruchomych schodów ze znacznie młodszym Tomusiem, obie – przywołują na pamięć ludzi w ich mniemaniu zasługujących na miano wielkich – w Trybulacjach jest to ksiądz P., we wcześniejszej powieści – brat narratorki. W obu książkach obecny jest motyw borykania się z wojennymi wspomnieniami, w obu też w pewnej chwili dochodzi do duchowego zespolenia ludzi należących do różnych pokoleń. (...) Istotną rolę pełnią rękopisy – tu kronika Tutejszych i odnalezione przez przypadek Trybulacje, tam listy oraz ukryte w walizce dzieło brata. (...) Obie narratorki (jak również Ina) zdradzają wiele podobieństw. (...) Wreszcie w obu utworach domy będące głównym ośrodkiem zdarzeń przepadają, co jest związane ze śmiercią ich bohaterek”. Natalia Królikowska, autorka książki Eksperyment w prozie Zofii Romanowiczowej konstatuje: „Ostatnie dwie powieści Romanowiczowej, opublikowane już w kraju Ruchome schody oraz Trybulacje Proboszcza P., powtarzają i przewartościowują wątki, motywy i zdarzenia, znane z wcześniejszych utworów pisarki”.

## Kwestie genologiczne
Ruchome schody powszechnie uznawane są za powieść psychologiczną. Barbara Kazimierczyk uważa, że interesujące analizy psychologiczne „niepostrzeżenie obrastają w mnóstwo uporczywych dygresji, pączkujących trochę na zasadzie escriture automatique; coś na kształt poematu rozkwitającego, gdzie wszystko ma prawo kojarzyć się ze wszystkim”.

## Recepcja powieści
Arkadiusz Morawiec w publikacji, poświęconej życiu i twórczości Zofii Romanowiczowej stwierdza, iż  „spośród wszystkich książek Romanowiczowej ta miała recepcję najskromniejszą. Na jej temat wypowiedziało się zaledwie czterech recenzentów, a ściślej, recenzentek”.  